# Place des Carmes (Rouen)
Pour les articles homonymes, voir Place des Carmes.
La place des Carmes est un espace public arboré sis au cœur de la ville et commune française de Rouen (France). Semi-piétonnière la place se prolonge comme artère de communication jusqu'à la 'Rue des Carmes'.

## Situation et accès
Rues adjacentes
- Rue des Carmes
- Rue de la Croix-de-Fer
- Rue de la Chaîne
- Rue des Fossés-Louis-VIII
- Rue des Arsins

## Origine du nom
Le nom rappelle la présence des Pères Carmes qui y eurent leur couvent depuis 1260 jusqu'à la Révolution. Le couvent fut alors détruit.

## Historique
La place est créée lors de la démolition de l'église Sainte-Apolline et du cloître des Carmes, dont elle occupe l'emplacement.
Elle accueille en 1856 le marché aux fleurs qui se trouvait précédemment place de la Cathédrale. Ce n'est qu'en octobre 1961 que le marché quitte la place vers la halle aux Toiles.
Une fontaine, provenant du couvent des Carmes démoli en 1810, a été enlevée en avril 1961.

## Bâtiments remarquables et lieux de mémoire
Au centre de la place se trouve une statue de Gustave Flaubert, copie inaugurée en novembre 1965, pour remplacer l'originale du sculpteur russe Léopold Bernstamm, inaugurée le 20 octobre 1907 près de l'église Saint-Laurent, déboulonnée en 1941 sous le régime de Vichy, pour récupérer ses 380 kg de bronze vert, dans le cadre de la mobilisation des métaux non ferreux.
Louis-Henri Brévière (1797-1869), graveur, y a vécu au no 40.
Le photographe Albert Witz (1840-1903) y avait son atelier au no 46.
Théophile Laurent (1847-1906), maire de Rouen, y a vécu au no 31.
Pierre-René Wolf (1899-1972), journaliste, y a vécu au no 36bis.
L'immeuble au no 50 est une réalisation de l'architecte Georges-Louis Goupillières.

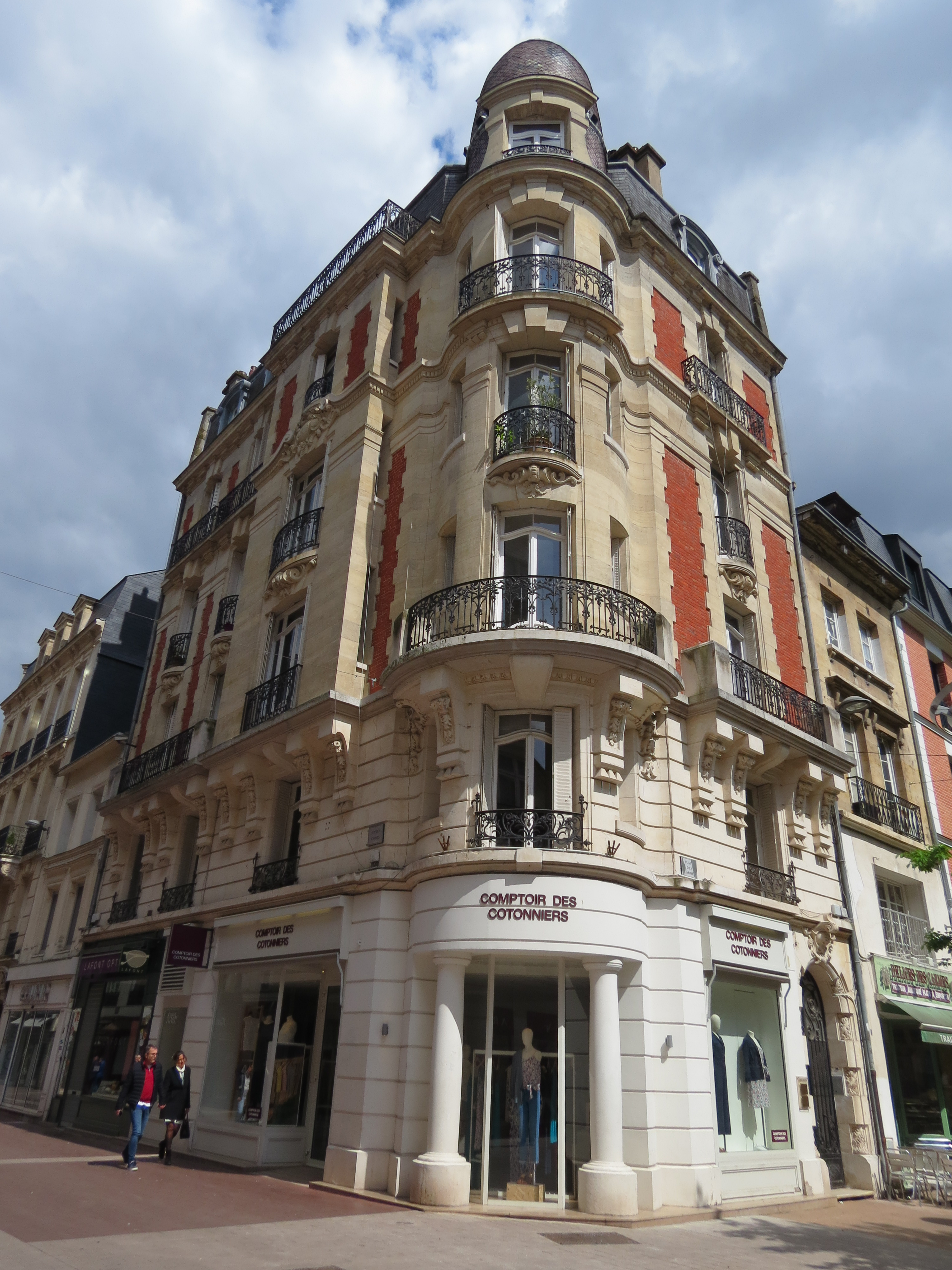
Immeuble, 50 place des Carmes.